# Pfulgriesheim
Pfulgriesheim est une commune française située dans la circonscription administrative du Bas-Rhin et, depuis le 1er janvier 2021, dans le territoire de la Collectivité européenne d'Alsace, en région Grand Est.
Cette commune se trouve dans la région historique et culturelle d'Alsace.

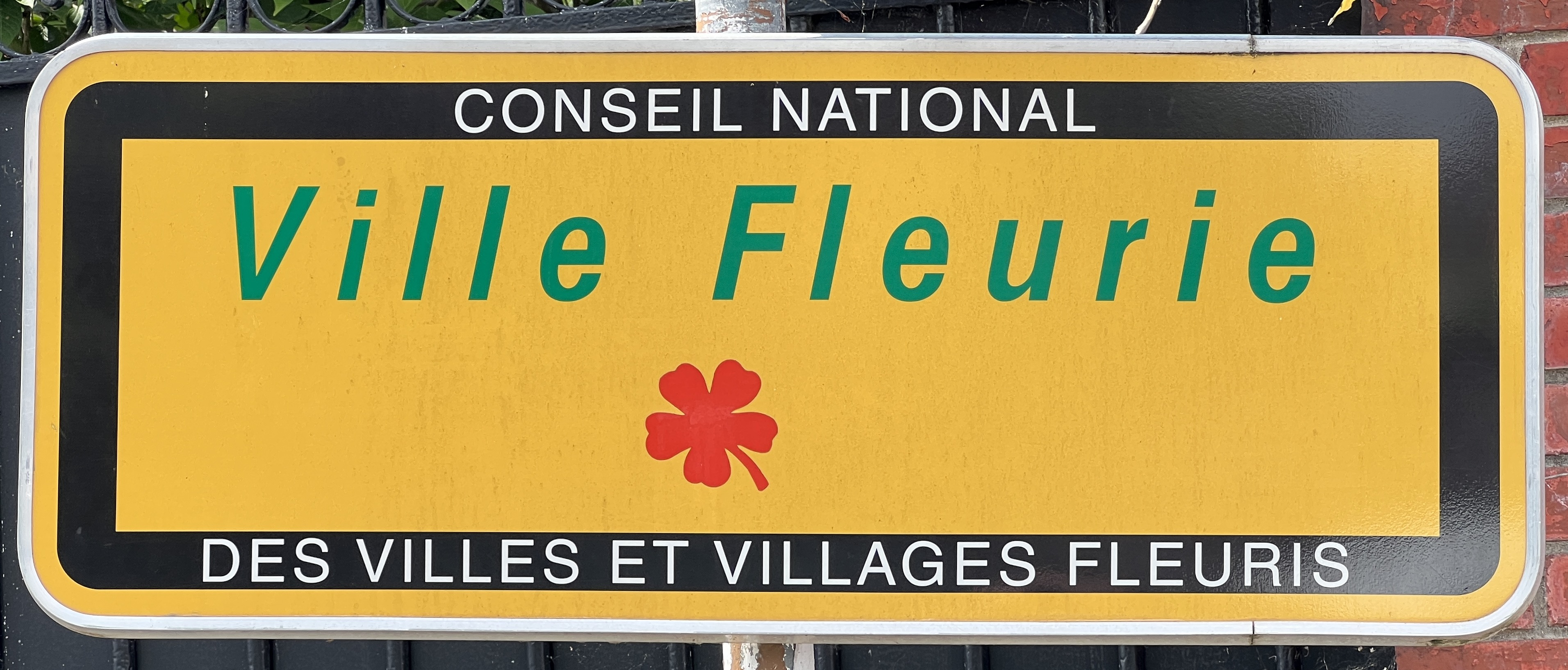
La récompense "Ville Fleurie", également connue sous le nom de "Villes et Villages fleuris, anciennement appelée concours, a été créée en 1959 en France pour promouvoir le fleurissement, l'environnement de vie et les espaces verts.

## Géographie

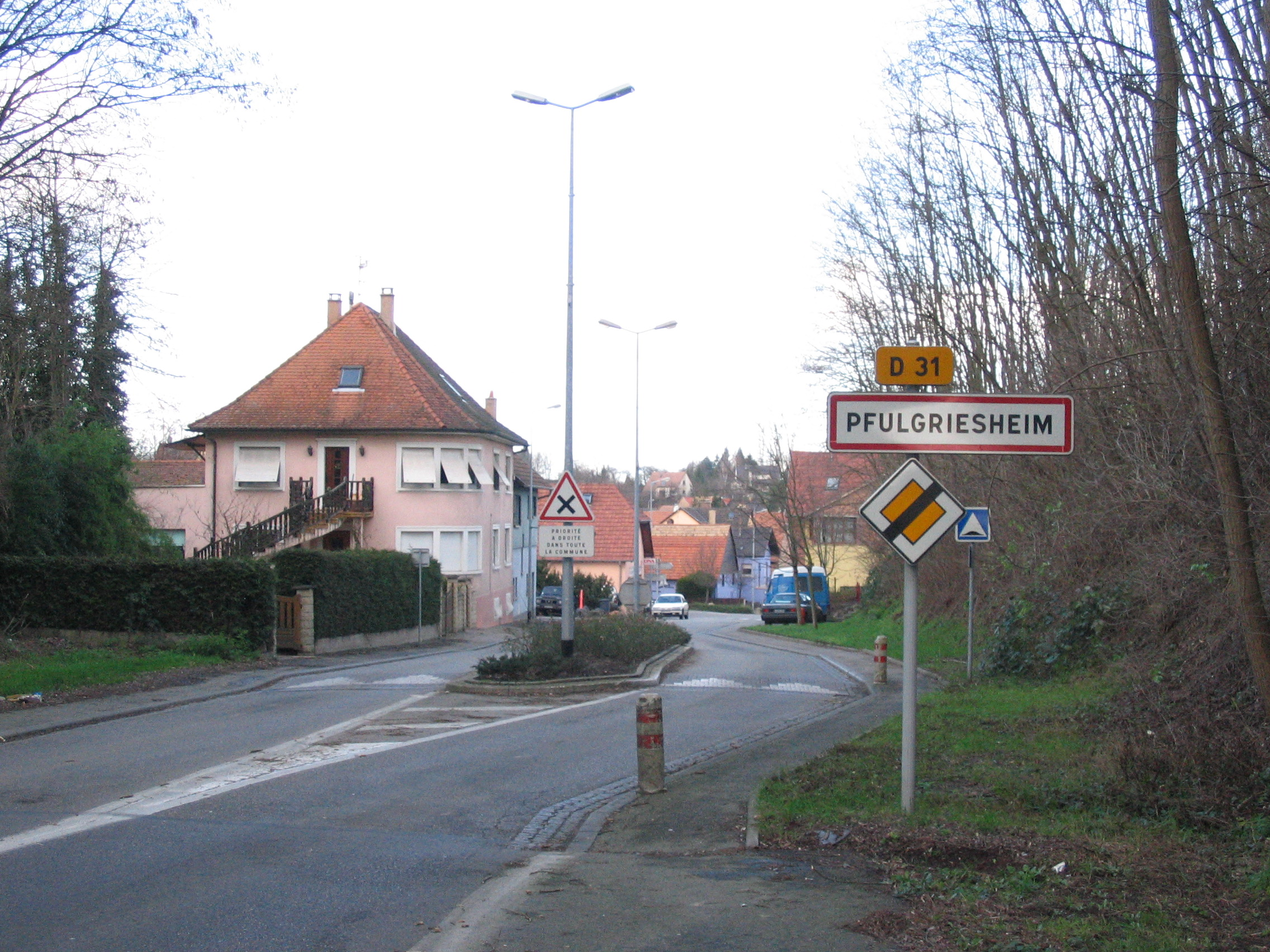

Petit village du Kochersberg situé à une dizaine de kilomètres au nord-ouest de Strasbourg. Il est limitrophe de Lampertheim au nord-est, de Mundolsheim à l'est, de Griesheim-sur-Souffel et Dingsheim au sud, de Stutzheim-Offenheim et de Wiwersheim à l'ouest et de Pfettisheim au nord-ouest. Pfulgriesheim est traversée par le Leisbach, affluent de la Souffel.
La desserte principale de la commune se fait par la route départementale 31, qui part des quartiers Ouest de Strasbourg (Cronenbourg) jusqu'au milieu du Kochersberg où elle se raccorde à la RD 25 (Wasselonne-Hochfelden). Les autres voies classées n'ont qu'une vocation de desserte des communes voisines.
| Pfettisheim         |                       | Lampertheim |
| Truchtersheim       | Pfulgriesheim         | Mundolsheim |
| Stutzheim-Offenheim | Griesheim-sur-Souffel |             |

### Hydrographie
La commune est dans le bassin versant du Rhin au sein du bassin Rhin-Meuse. Elle est drainée par le ruisseau le Kolbsenbach et le ruisseau le Leisbach,.
Le Kolbsenbach, d'une longueur de 11 km, prend sa source dans la commune de Kienheim et se jette  dans le Leisbach à Lampertheim, après avoir traversé cinq communes. 

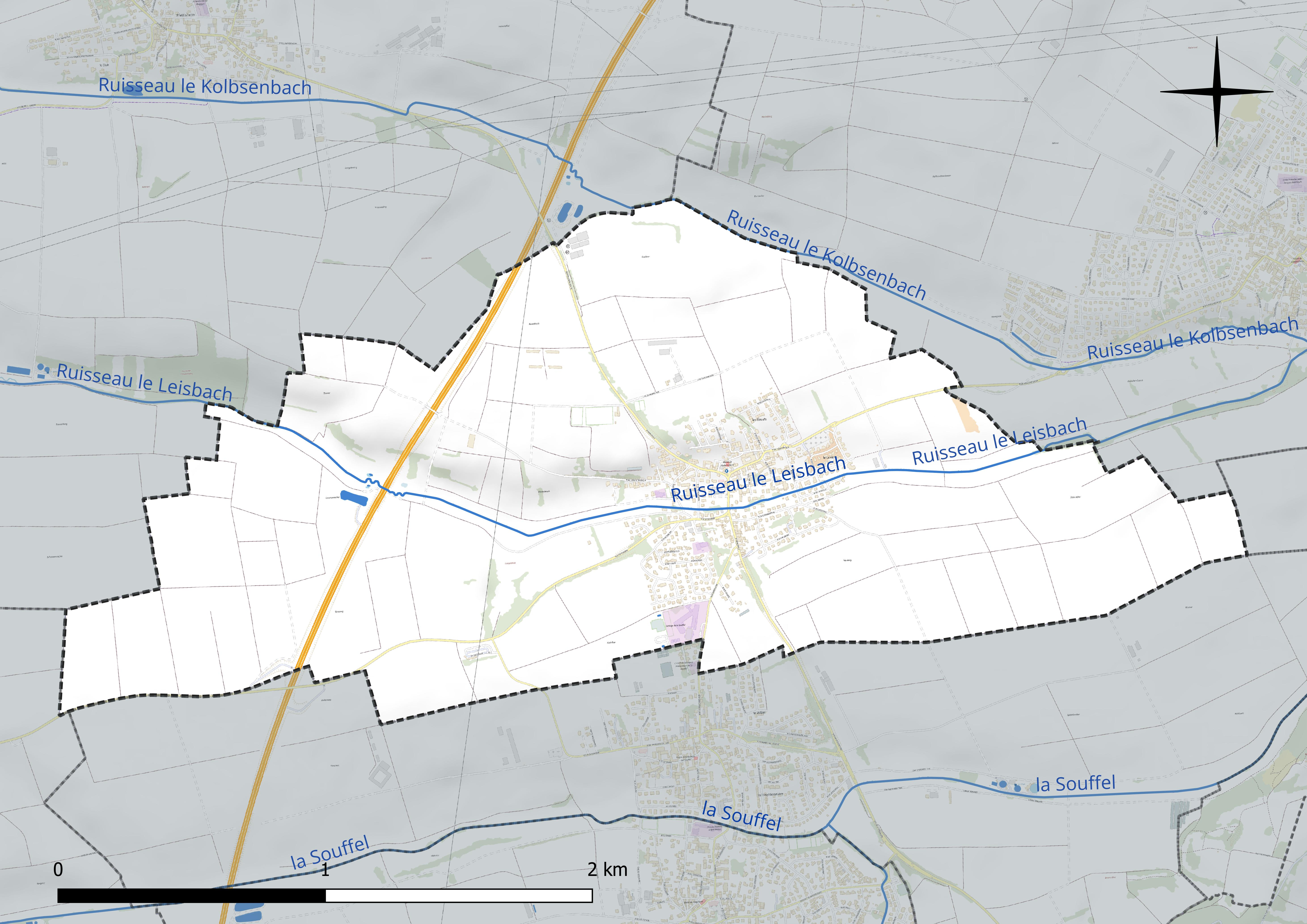
Réseau hydrographique de Pfulgriesheim.

Le Leisbach, d'une longueur de 14 km, prend sa source dans la commune de Schnersheim et se jette  dans la Souffel à Lampertheim, après avoir traversé quatre communes. 

### Climat
Pour des articles plus généraux, voir Climat du Grand Est et Climat du Bas-Rhin.
En 2010, le climat de la commune est de type climat des marges montargnardes, selon une étude du Centre national de la recherche scientifique s'appuyant sur une série de données couvrant la période 1971-2000. En 2020, Météo-France publie une typologie des climats de la France métropolitaine dans laquelle la commune est exposée à un climat semi-continental et est dans la région climatique  Alsace, caractérisée par une pluviométrie faible, particulièrement en automne et en hiver, un été chaud et bien ensoleillé, une humidité de l’air basse au printemps et en été, des vents faibles et des brouillards fréquents en automne (25 à 30 jours). 
Pour la période 1971-2000, la température annuelle moyenne est de 10,5 °C, avec une amplitude thermique annuelle de 17,7 °C. Le cumul annuel moyen de précipitations est de 696 mm, avec 8,8 jours de précipitations en janvier et 10,1 jours en juillet. Pour la période 1991-2020, la température moyenne annuelle observée sur la station météorologique de Météo-France la plus proche, « Strasbourg-Entzheim », sur la commune d'Entzheim à 12 km à vol d'oiseau, est de 11,4 °C et le cumul annuel moyen de précipitations est de 635,7 mm. 
La température maximale relevée sur cette station est de 38,9 °C, atteinte le 25 juillet 2019 ; la température minimale est de −23,6 °C, atteinte le 23 janvier 1942,,. 
Les paramètres climatiques de la commune ont été estimés pour le milieu du siècle (2041-2070) selon différents scénarios d'émission de gaz à effet de serre à partir des nouvelles projections climatiques de référence DRIAS-2020. Ils sont consultables sur un site dédié publié par Météo-France en novembre 2022.

## Urbanisme

### Typologie
Au 1er janvier 2024, Pfulgriesheim est catégorisée ceinture urbaine, selon la nouvelle grille communale de densité à sept niveaux définie par l'Insee en 2022.
Elle appartient à l'unité urbaine de Dingsheim, une agglomération intra-départementale regroupant trois  communes, dont elle est ville-centre,,. Par ailleurs la commune fait partie de l'aire d'attraction de Strasbourg (partie française), dont elle est une commune de la couronne,. Cette aire, qui regroupe 268 communes, est catégorisée dans les aires de 700 000 habitants ou plus (hors Paris),.

### Occupation des sols
L'occupation des sols de la commune, telle qu'elle ressort de la base de données européenne d’occupation biophysique des sols Corine Land Cover (CLC), est marquée par l'importance des territoires agricoles (88,9 % en 2018), en diminution par rapport à 1990 (90,4 %). La répartition détaillée en 2018 est la suivante : 
terres arables (88,9 %), zones urbanisées (11,1 %). L'évolution de l’occupation des sols de la commune et de ses infrastructures peut être observée sur les différentes représentations cartographiques du territoire : la carte de Cassini (XVIIIe siècle), la carte d'état-major (1820-1866) et les cartes ou photos aériennes de l'IGN pour la période actuelle (1950 à aujourd'hui).

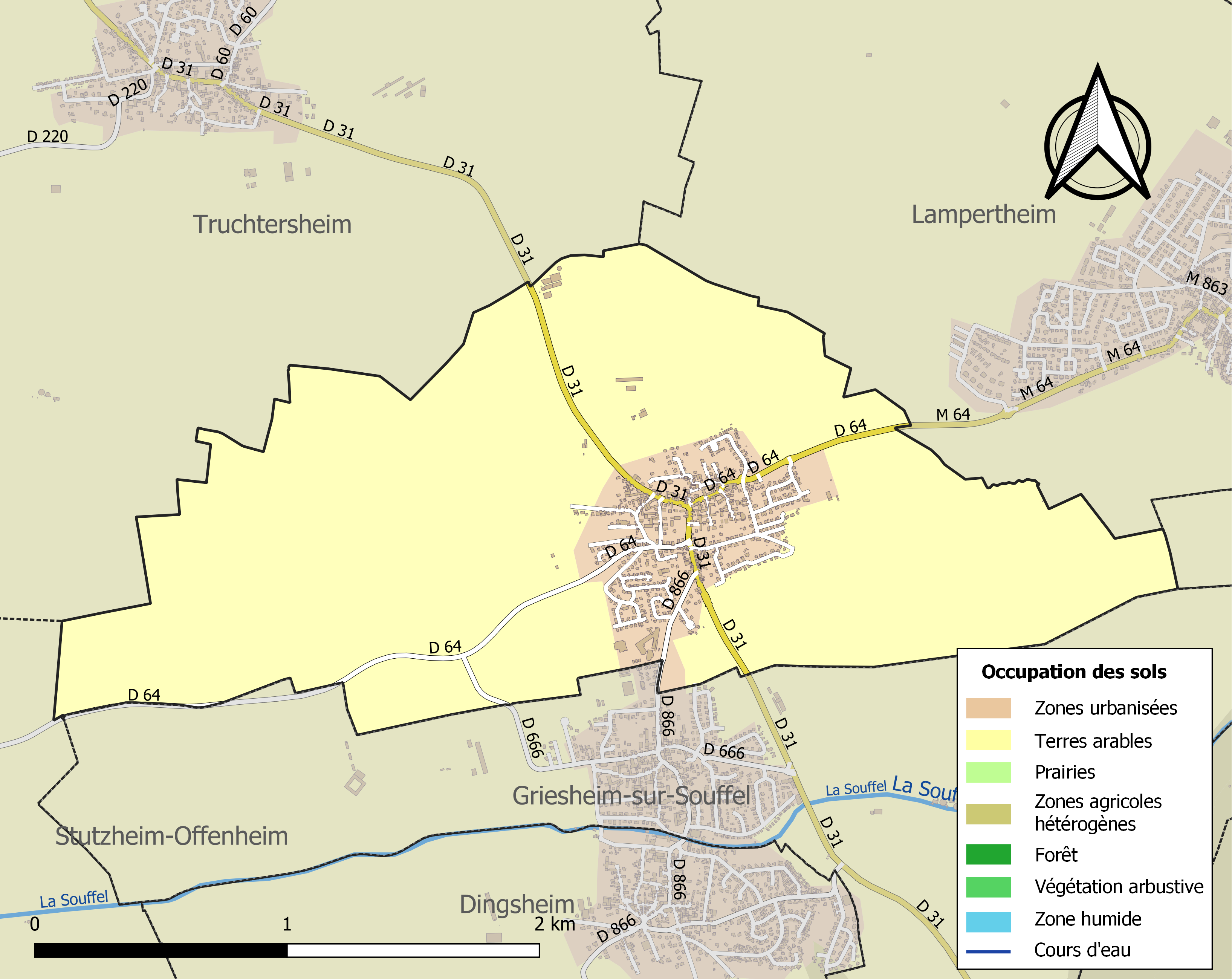
Carte des infrastructures et de l'occupation des sols de la commune en 2018 (CLC).

## Toponymie
Le nom de la localité est attesté sous les formes Criechesheim avant 1163, Vulncriegesheim en 1163, Vuolen Krichesheim en 1224, Vulcriechesheim en 1243, Vulencriechesheim en 1253, Fulcriegesheim en 1302.

## Histoire
Des fouilles archéologiques menées en 2001 à l'emplacement du lotissement actuel « le Heuberg » ont permis de prouver l'existence d'habitants à Pfulgriesheim 5000 ans avant notre ère. Ces fouilles ont permis de découvrir la présence de plusieurs occupations humaines aux époques néolithique et protohistorique. Quatre périodes d'occupation ont pu être déterminées :
- le Néolithique ancien (5300 ans av. J.-C.) ;
- le Néolithique moyen (4000 ans av. J.-C.) ;
- la fin du premier âge du fer (4000 ans av. J.-C.) ;
- le début du second âge du fer (450 ans av. J.-C.).

Sur ce site archéologique ont été découverts vases, ossements d'animaux (un squelette entier de porc), un poinçon, un puisoir et d'autres petits objets.
Les travaux d'archéologie préventive liés à la création du Grand Contournement de Strasbourg ont mis au jour sur le territoire une série de vestiges, présentés au public lors de l'exposition Un passé incontournable en 2025-2026.

Découvertes archéologiques
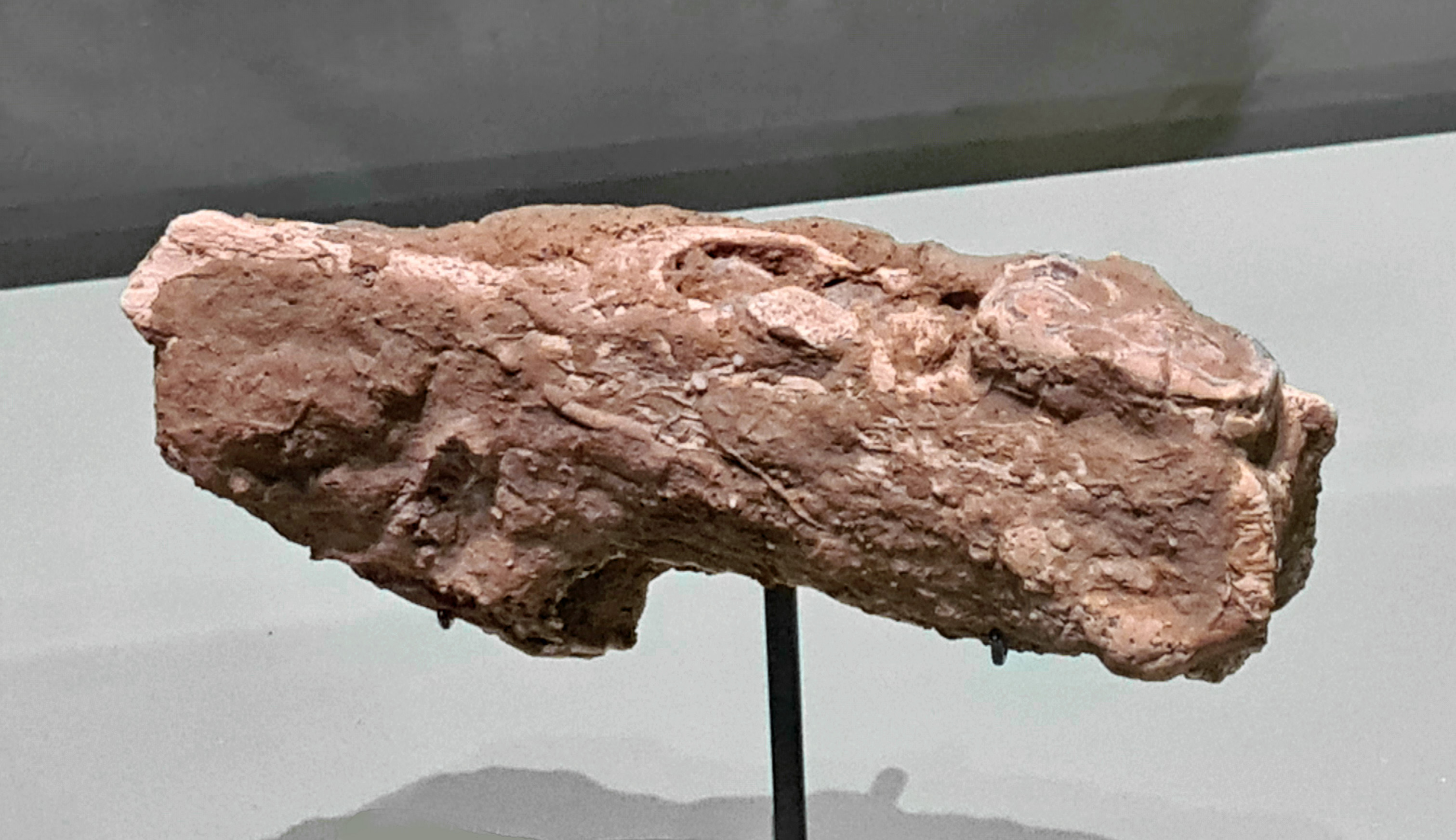
Mandibule de poulain (Paléolithique moyen).
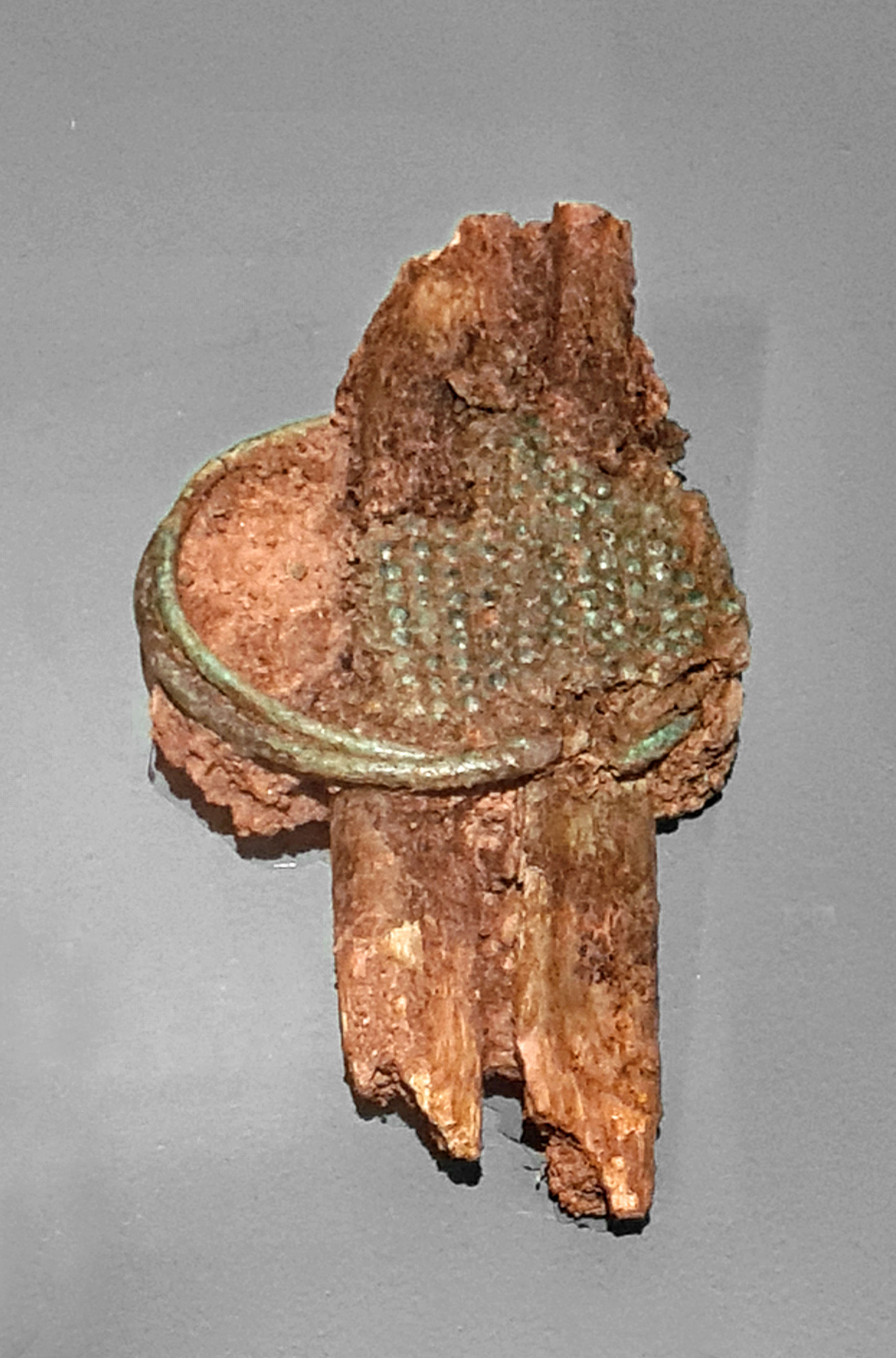
Os de l'avant-bras avec bracelets (premier âge du Fer).
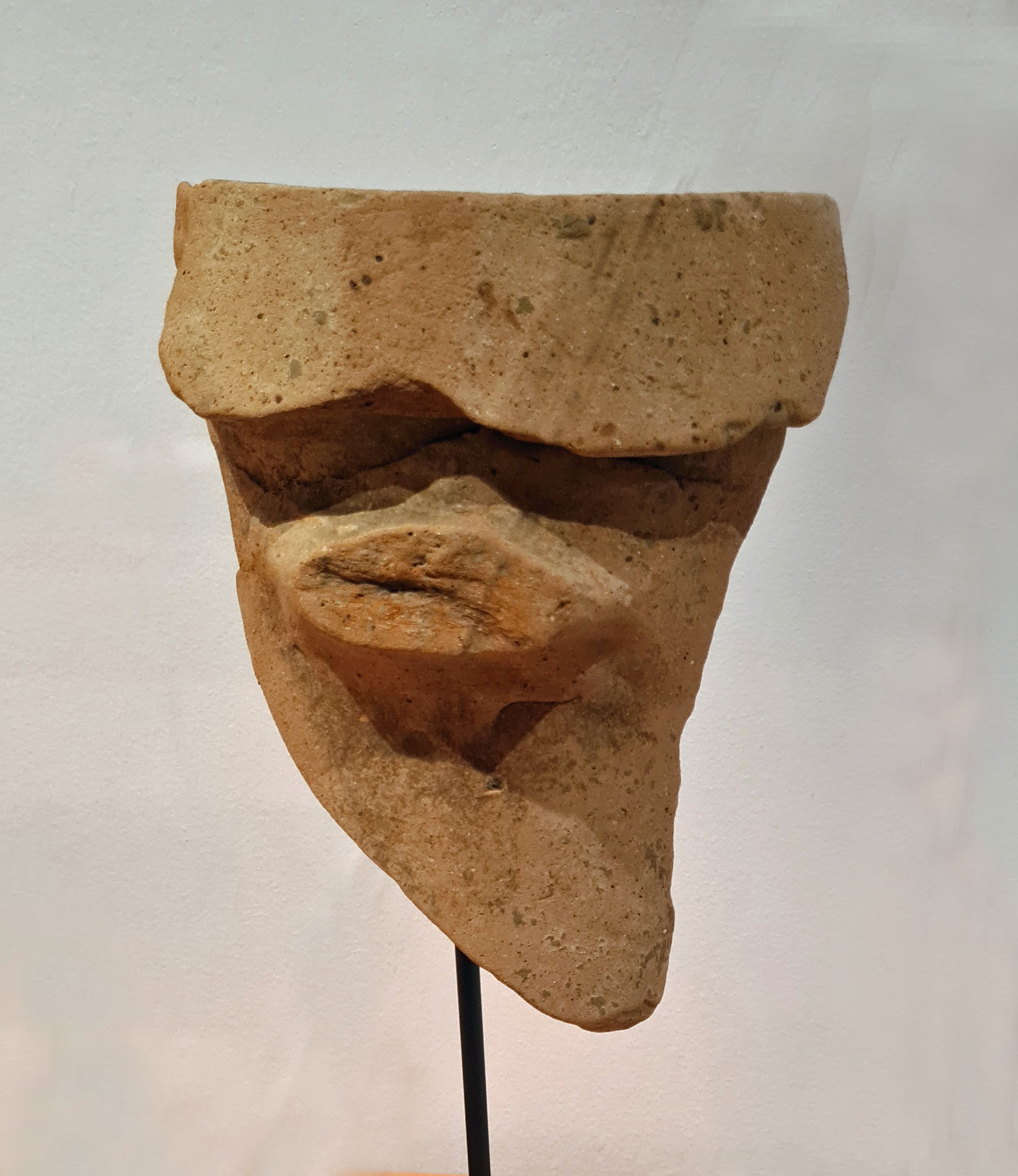
Col d'amphore (second âge du Fer).
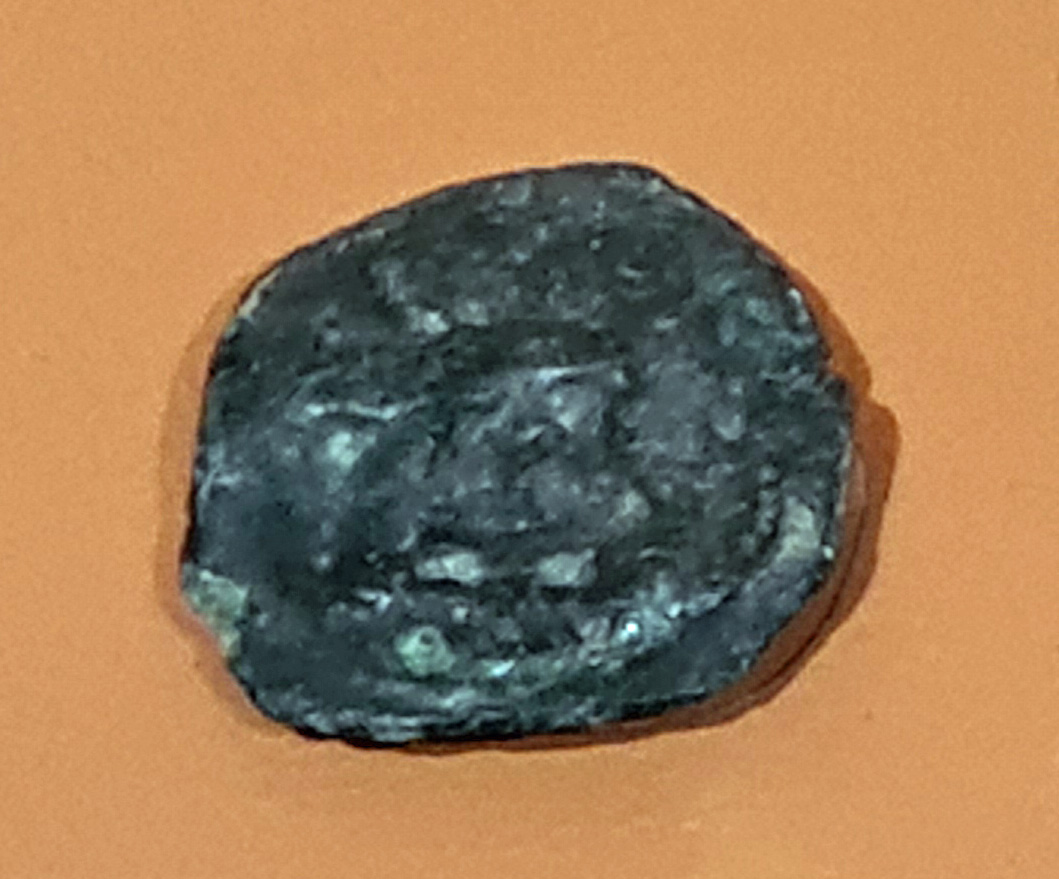
Potin Au Sanglier (second âge du Fer).

Les différents propriétaires de l'époque :
- En 1236 : le Saint-Empire romain germanique et l'évêché de Strasbourg ont la propriété indivise au sein du comté impérial, appelé Reichsgrafshaft.
- Vers 1350 : l'évêché de Strasbourg, seul propriétaire.
- Au XVIe siècle : Pfulgriesheim  appartient à la famille noble des d’Andlau.
- Au XVIIe siècle : les héritiers de la famille d'Andlau se partagent trois lots.
- En 1713 : Joseph Louis Duprés de Dortal de Birkenwald.
- En 1733 : barons de Wangen-Geroldseck
- En 1767 : comte Charles Antoine de Hennin
- En 1774 : André Jaccoud, puis héritiers Prat
- En 1808 : François Ignace Metz et héritiers Hild
- Entre 1808 et 1885 : vente des terres à des particuliers.
- Depuis 1685, l’église est placée sous le statut particulier du simultaneum et est affectée simultanément aux cultes protestant et catholique, une situation aujourd'hui unique dans le Kochersberg.

D'importants corps de ferme témoignent de la prospérité qui régnait au XVIIIe siècle. Chaque ferme possédait étables, écuries, porcheries, basses-cours.
Pour plus de détails, voir « La seigneurie et le village de Pfulgriesheim du Moyen Âge jusqu'au lendemain de la Révolution de 1789 », une étude de l'abbé Robert Metzger, tirage à part du numéro 47 de la revue semestrielle Kocherschbari - été 2003 - 75 pages.

Intérieurs à Pfulgriesheim en 1909.
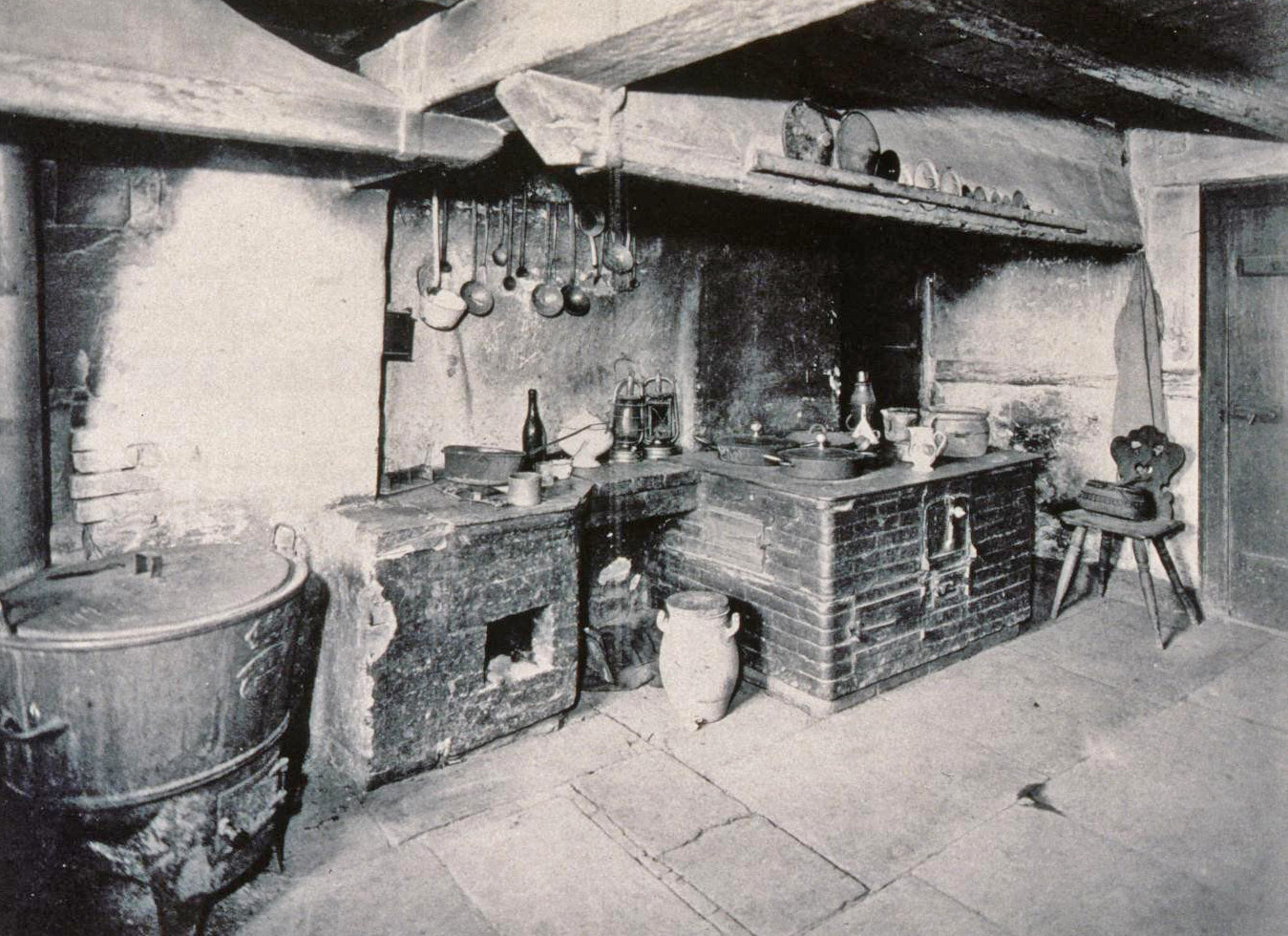
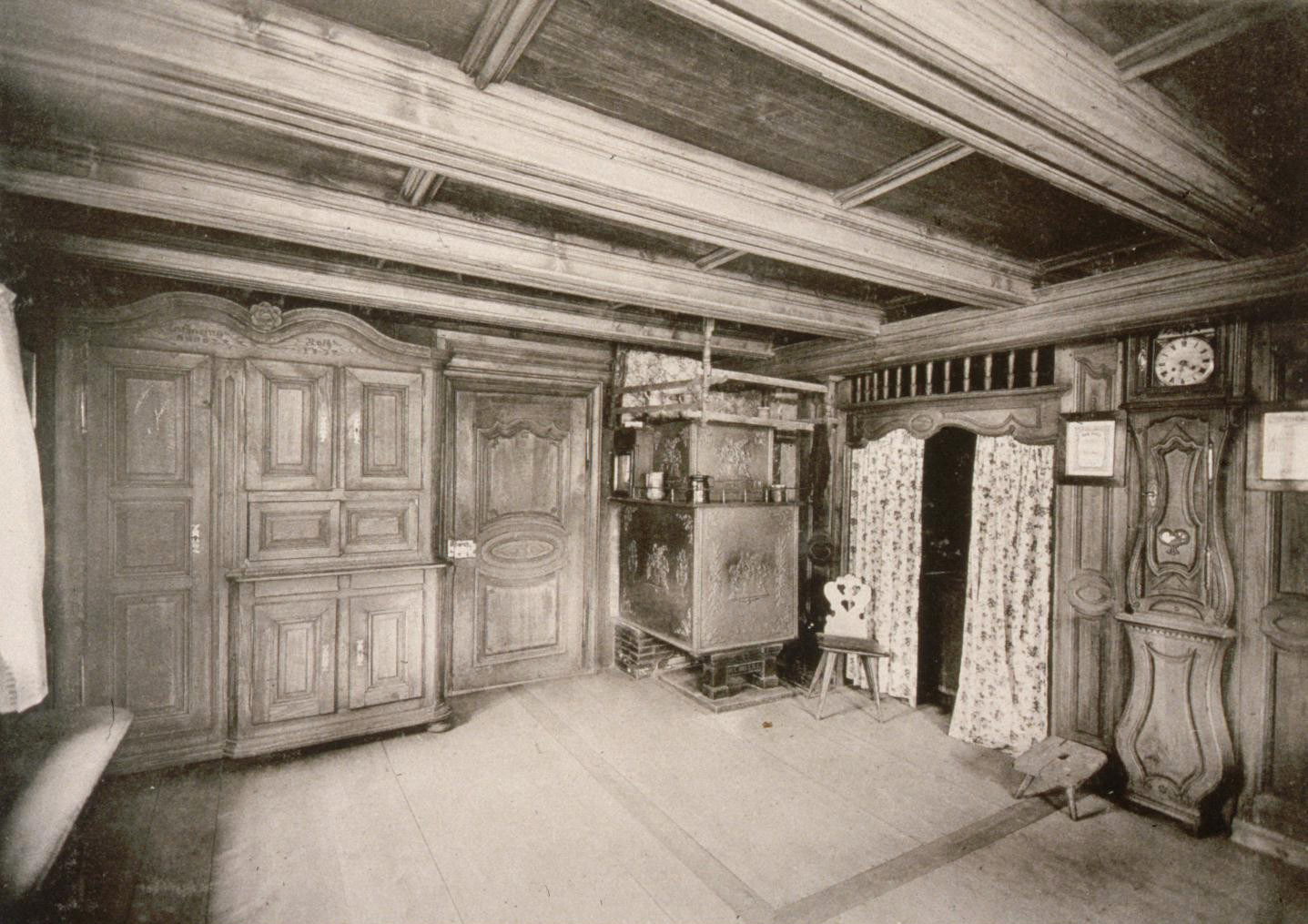
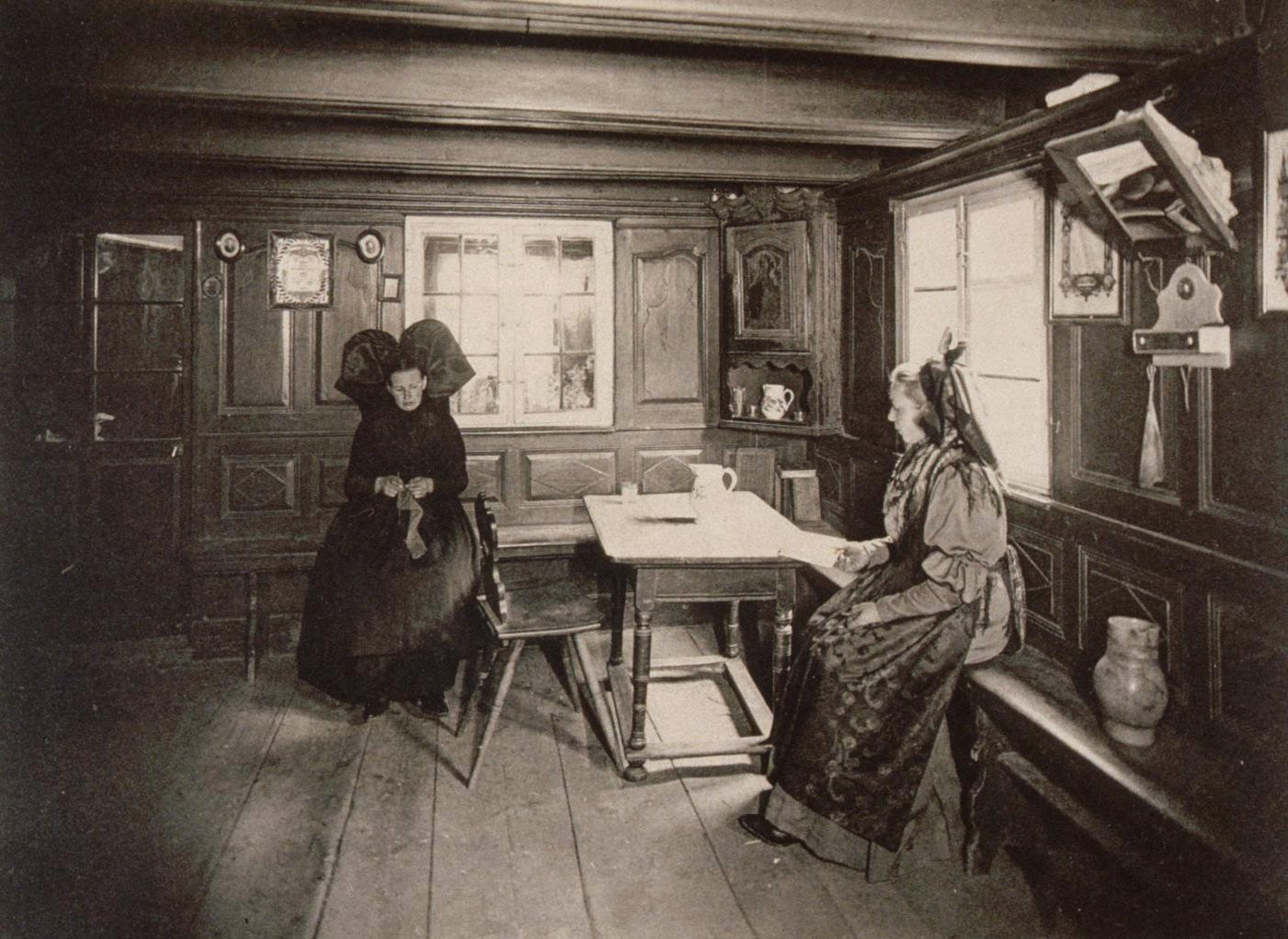

## Politique et administration
| Période                                  | Période                   | Identité                                   | Étiquette | Qualité |
| ---------------------------------------- | ------------------------- | ------------------------------------------ | --------- | ------- |
| 1945                                     | 1965                      | Michel Bentz                               |           |         |
| 1965                                     | 1995                      | Fernand Anstett                            |           |         |
| 1995                                     | 2014                      | Jean-Pierre Mehn                           |           |         |
| 2014                                     | En cours (au 31 mai 2020) | André Jacob Réélu pour le mandat 2020-2026 |           |         |
| Les données manquantes sont à compléter. |                           |                                            |           |         |

## Démographie
L'évolution du nombre d'habitants est connue à travers les recensements de la population effectués dans la commune depuis 1793. Pour les communes de moins de 10 000 habitants, une enquête de recensement portant sur toute la population est réalisée tous les cinq ans, les populations de référence des années intermédiaires étant quant à elles estimées par interpolation ou extrapolation. Pour la commune, le premier recensement exhaustif entrant dans le cadre du nouveau dispositif a été réalisé en 2007.

En 2022, la commune comptait 1 289 habitants, en évolution de −0,23 % par rapport à 2016 (Bas-Rhin : +3,17 %, France hors Mayotte : +2,11 %).
| 1793 | 1800 | 1806 | 1821 | 1831 | 1836 | 1841 | 1846 | 1851 |
| ---- | ---- | ---- | ---- | ---- | ---- | ---- | ---- | ---- |
| 241  | 236  | 240  | 328  | 326  | 370  | 376  | 377  | 390  |

| 1856 | 1861 | 1866 | 1871 | 1875 | 1880 | 1885 | 1890 | 1895 |
| ---- | ---- | ---- | ---- | ---- | ---- | ---- | ---- | ---- |
| 419  | 410  | 405  | 407  | 409  | 424  | 427  | 433  | 403  |

| 1900 | 1905 | 1910 | 1921 | 1926 | 1931 | 1936 | 1946 | 1954 |
| ---- | ---- | ---- | ---- | ---- | ---- | ---- | ---- | ---- |
| 415  | 402  | 420  | 391  | 374  | 396  | 382  | 381  | 378  |

| 1962 | 1968 | 1975 | 1982 | 1990  | 1999  | 2006  | 2007  | 2012  |
| ---- | ---- | ---- | ---- | ----- | ----- | ----- | ----- | ----- |
| 352  | 389  | 866  | 995  | 1 081 | 1 171 | 1 267 | 1 281 | 1 222 |

| 2017  | 2022  | - | - | - | - | - | - | - |
| ----- | ----- | - | - | - | - | - | - | - |
| 1 311 | 1 289 | - | - | - | - | - | - | - |

## Économie
Aujourd'hui encore, l'agriculture y est très présente, avec une spécialisation dans la culture du tabac et des asperges.

## Culture locale et patrimoine

### Lieux et monuments

#### Église simultanée Saint-Michel
Église construite au XVIIIe siècle sur une ancienne église du XIIe siècle dédiée à saint Michel. La tour-chœur est la partie la plus ancienne. Pfulgriesheim est l'une des quelque 50 localités d'Alsace dotées d'une église simultanée. Les cultes catholique et protestant y sont célébrés depuis plus de trois siècles. L'église est ceinte d'un cimetière surélevé qui a été déplacé à la fin du XIXe siècle.

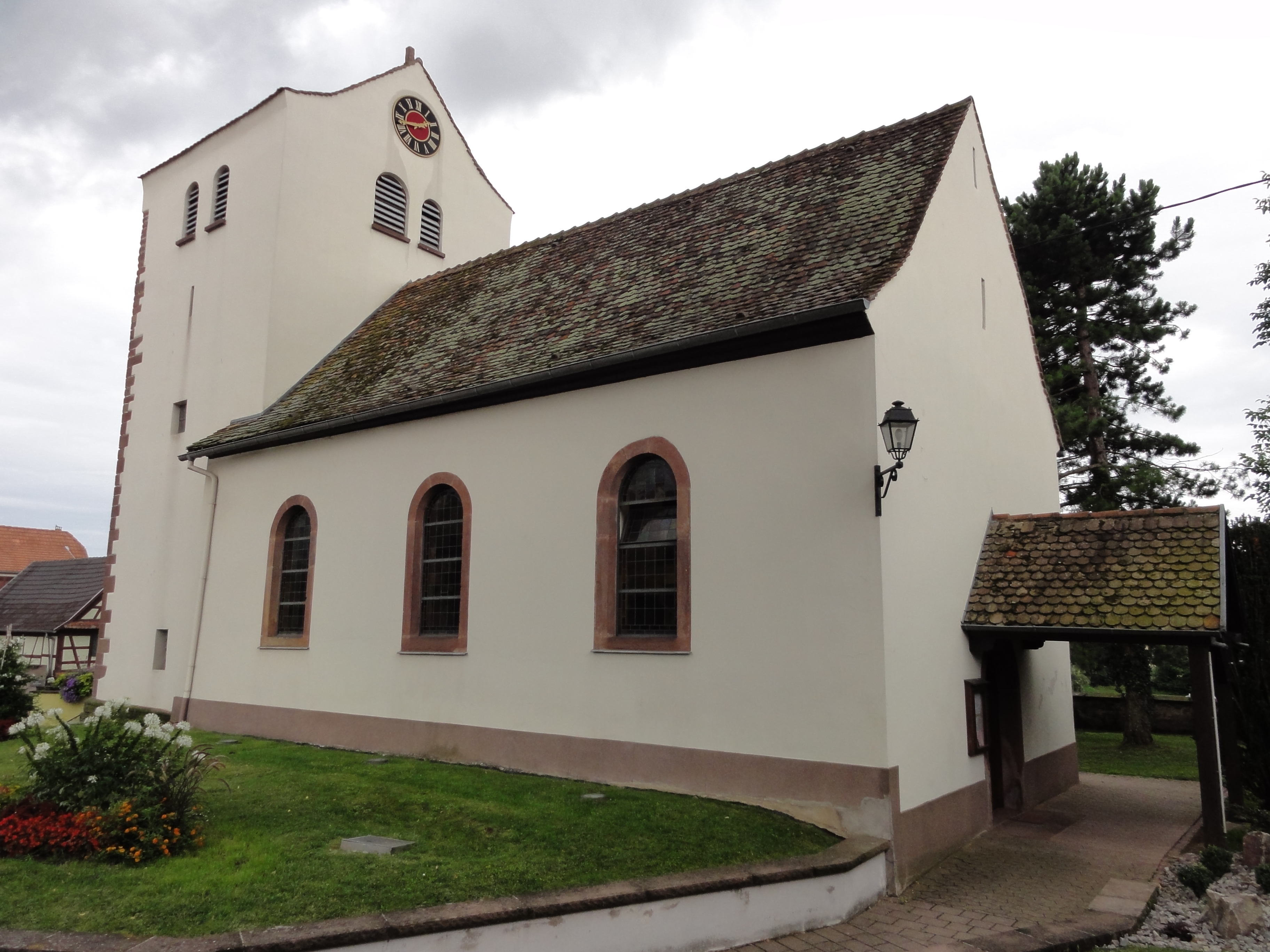
Église simultanée Saint-Michel.
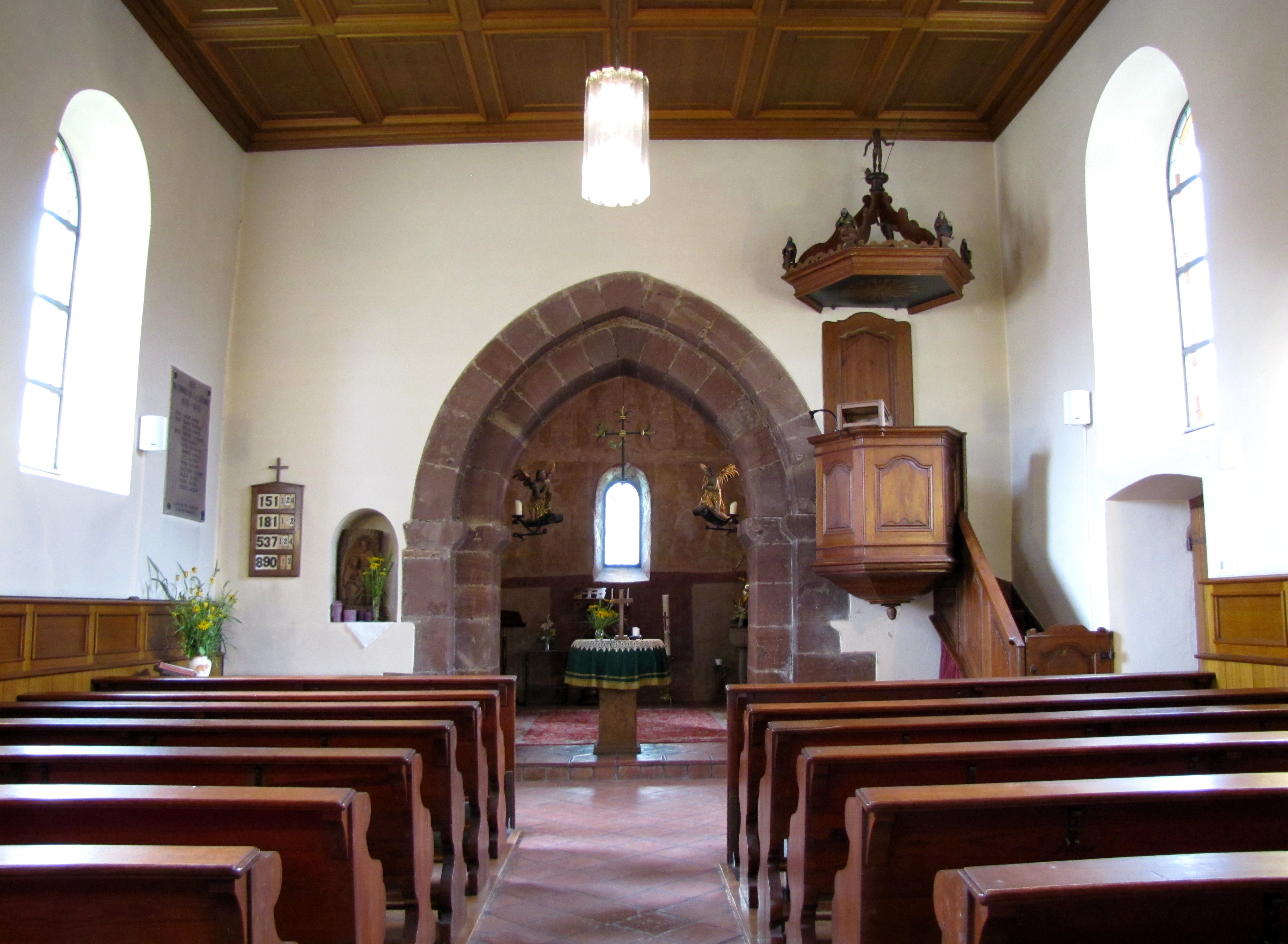
Vue intérieure de la nef vers le chœur gothique.
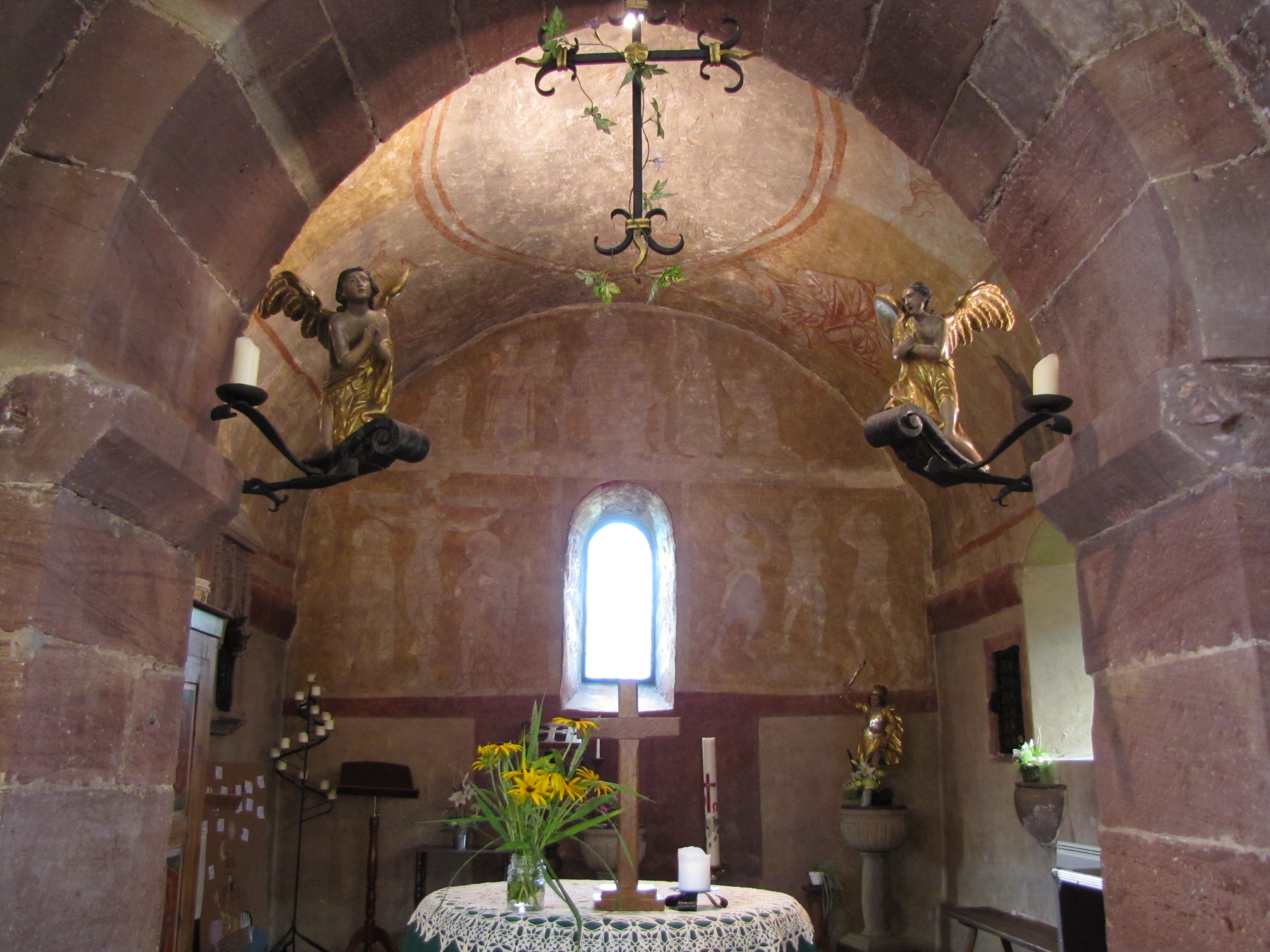
Vue sur le chœur gothique avec fresques, anges et statue de saint Michel (XVIIIe).
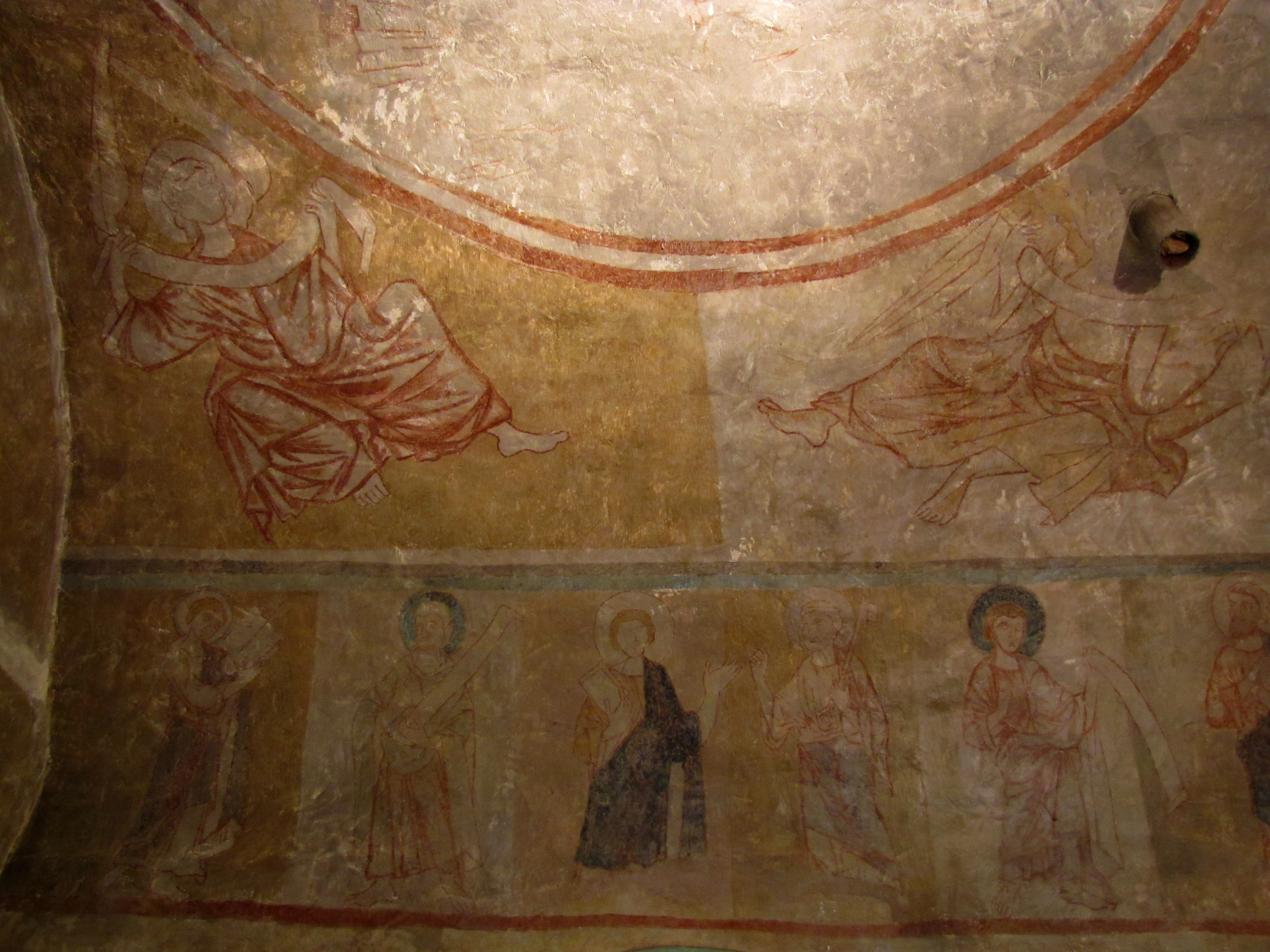
Fresques (XIVe) : évangélistes (Mathieu et Marc), apôtres (1. Mathieu, 2. Jacques le Mineur, 4. Pierre, 5. Simon le Zélote).

### Personnalités liées à la commune
- René Egles est l'un des grands poètes et chanteur d'Alsace. Il s'est engagé très tôt pour la promotion de sa langue maternelle : le dialecte alsacien. Il habite dans la commune.
- Brice Conrad est un chanteur français.
- Odile Schmitt est une comédienne, spécialisée dans le doublage français. Elle est notamment la voix française d'Eva Longoria. Elle a vécu plusieurs années dans la commune avant de s'installer à Paris.
- Pierre Kupferlé, instituteur et historien du Kochersberg.
- Jan Suchopárek est un ancien joueur du Racing Club de Strasbourg et ancien international tchèque qui vécut au village durant ses années dans le club de la capitale alsacienne.

### Héraldique
| Blason de Pfulgriesheim | Blason  | D'or au griffon de gueules. |
| Blason de Pfulgriesheim | Détails |                             |